# Branislav Mráz
Branislav Mráz (* 13. července 1973) je bývalý slovenský fotbalový obránce a později fotbalový trenér. Jeho mladší bratranec Samuel Mráz působí v klubu FK Senica na postu útočníka či záložníka.

## Hráčská kariéra
Svoji fotbalovou kariéru začal v FK Senica, odkud později přestoupil do MFK Dubnica. V roce 2004 zamířil do MŠK Rimavská Sobota, kde po šesti letech svého působení ukončil svoji hráčskou kariéru.

## Trenérská kariéra
V roce 2011 se stal trenérem klubu MŠK Rimavská Sobota. V roce 2013 podepsal kontrakt s FC ViOn Zlaté Moravce, po sezóně 2014/15 v červnu 2015 u týmu skončil.